# 旦斗寺
旦斗寺亦称“旦兜寺”、“丹斗寺”、“丹笛寺”、“丹豆寺”等，藏语称“丹斗谢吉央贡”。位于中国青海省化隆回族自治县金源藏族乡，是藏传佛教后弘期的主要发祥地。1988年9月15日，公布为第五批青海省文物保护单位。2013年3月，由中华人民共和国国务院公布为第七批全国重点文物保护单位（古建筑类）。
旦斗寺的历史年代为明至清。现有二百余间建筑，有阿弥鲁迦殿、热杂帕殿、三贤哲及喇钦修行殿、弥勒殿、阿柔格西修行殿、大经堂、如意佛塔、僧舍等。